# デュアルパーパス

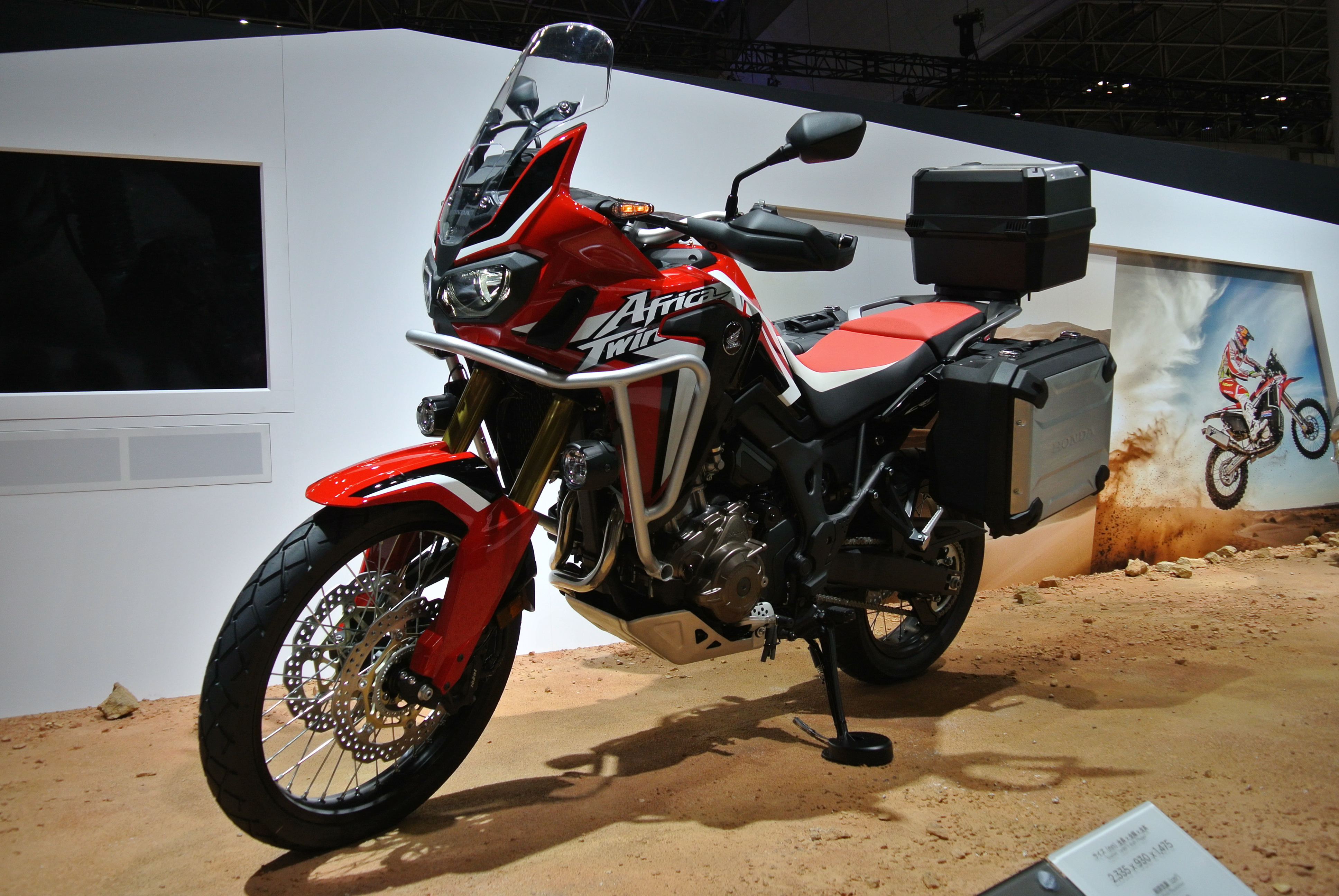
ホンダ・CRF1000 アフリカツイン

デュアルパーパス（Dual Purpose）は、オートバイの車種を分類するカテゴリの一つで、未舗装路や不整地（オフロード）での走行を考慮した装備や構造を持ち、なおかつ舗装路や公道（オンロード）での走行にも対応しているものを指す。
「オフロードバイク」や「オン・オフモデル」または「オフロードタイプ」などと呼ばれることもあるが、公道を走るための保安基準を満たしていないオフロード専用の車種、つまりモトクロッサーやエンデューロレーサーなどとは区別してデュアルパーパスと呼ばれる。

## 概要
「デュアルパーパス」という言葉は、英語で「2つの用途」といった意味で、この場合はオフロードとオンロードの2つの用途を指す。この場合の「オフロード」は不整地や未舗装路、公道ではない場所を指し、「オンロード」は舗装路や公道を指す。日本国外では、「dual-sport」や「Trail」などとも呼ばれている。
公道の舗装化が進んでおらず、オートバイの種類や市場の細分化もされていなかった頃は、オフロード専用か公道走行可能かの区別なく「スクランブラー」と呼ばれていた時代があった。その後各メーカーから専用設計のオフロード車が発売されるようになると、スクランブラーはロードモデルの1カスタムジャンルとして生き延び、2010年代から自社の遺産を復刻するかのようなモデルにスクランブラーの名が再び商標として使われ始めている。
オフロードでの走行性能や車体の特徴は一様ではなく、オフロードでの車体特性とオンロードでの車体特性のどちらに重きを置くかの匙加減によって多様性に富み、さらに細分化して分類されることも多い。同様にデュアルパーパス車用タイヤはユーザーの用途に応じて選択できるようにトレッドパターンの種類が豊富で、未舗装路でのグリップ性能を重視したブロックパターンタイヤからオンロードでの性能を重視した製品まで数種類のものがある。
国内では舗装路の長距離ツーリングに向いたアドベンチャータイプ（後述）が堅調な売り上げを示す一方で、それ以外のオフロード競技用バイクに近い形状のデュアルパーパスはほぼ絶滅状態にある。2023年現在、後者で国内正規販売が行われている国産車はホンダ・CRF250Lのみとなっている。むしろ純競技用の方が人気が高く、カワサキ、ヤマハに至っては10種類以上のオフロード競技バイクを用意している。

## 主な特徴
オンロード走行を主眼に設計された車種に比べると、軽量で細身の車体で、単気筒ないしは2気筒のエンジンを搭載するものが多い。タイヤは細く径が大きいものが装着され、サスペンションは柔らかくストロークが長いが、オフロード指向の強い車種ほどその傾向が強くなる。最低地上高やシート（座席）の高さが高い車種が多い。最高出力よりも中低速域での過渡特性を重視して、オフロードで扱いやすい出力特性のエンジンを搭載している。そのため、横風に弱く煽られやすいといった特徴がある。総じて、オンロード用の車種に比べると、オンロードでの性能や快適性は劣り、オフロードでの走行性能は優れていて、オフロードで取り回しやすい車種は市街地での走行で扱いやすい。ただし、程度は比較する車種によって異なる。
一方、モトクロッサーなどのオフロード専用の車種と比較すると、メンテナンスフリー性や公道での運用に耐える耐久性、あるいは荷物の積載や二人乗りに耐えられる強度を持たせた設計となっていて車重がやや重い。さらに保安部品に適合した灯火類や消音効果の高いマフラーが装備されている。先進国では公道走行が認可される条件として排出ガス値に規制があるため、オフロード専用の車種に比べるとエンジンの出力がやや抑えられる。シート高はモトクロッサーほど高くなく、長時間の着座でもオフロード専用車種よりは快適な構造となっている。オフロード専用タイヤはブロックが高く柔らかいため公道での使用が危険で認可されていないのに対し、デュアルパーパス用のタイヤはオフロードでの性能を犠牲にして舗装路でも十分な安全性が確保されている。サスペンションやステアリングの特性は衝撃吸収性能や旋回性能よりも、高速安定性や直進安定性などを重視した設定となっている。また、市街地から高速道路まで幅広い速度域に対応するため、トランスミッションはワイドレシオになっている。総じて、オフロード専用車と比べると、公道での日常的な利用にも対応できる一方で、オフロードでの走行性能が多少犠牲になっている。
なお、夜間や一部に公道を利用したコースを走行するエンデューロレース用やラリーレイド用の競技車両のように、オフロード専用車種の中には部分的に保安基準に適合したものもあるが、デュアルパーパスに分類されないのが一般的である。

## 細分類

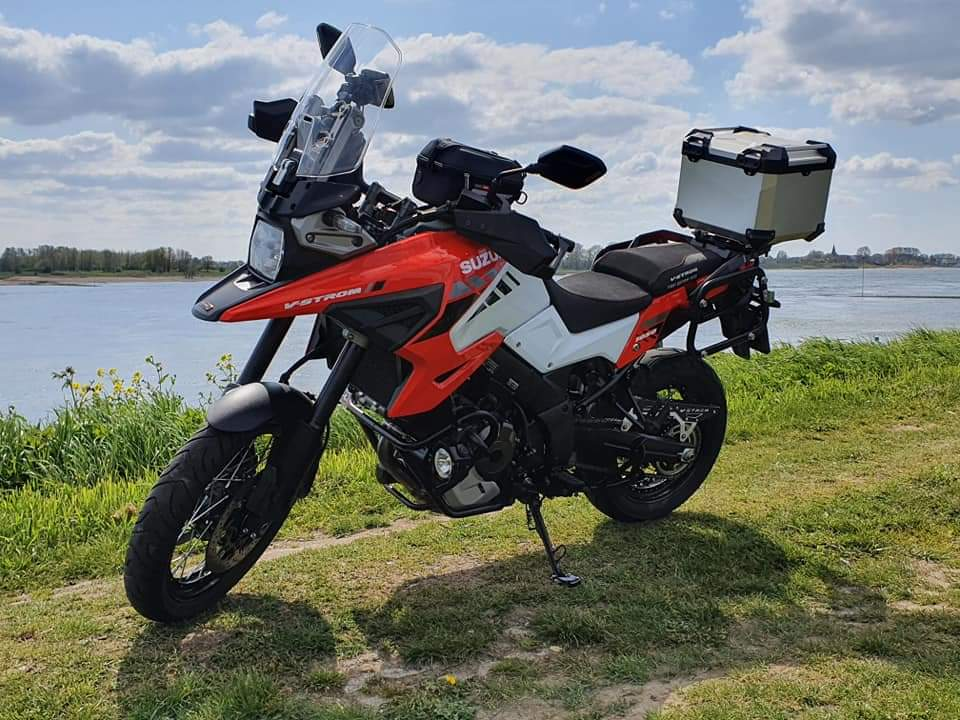
スズキ・DL1050 Vストローム

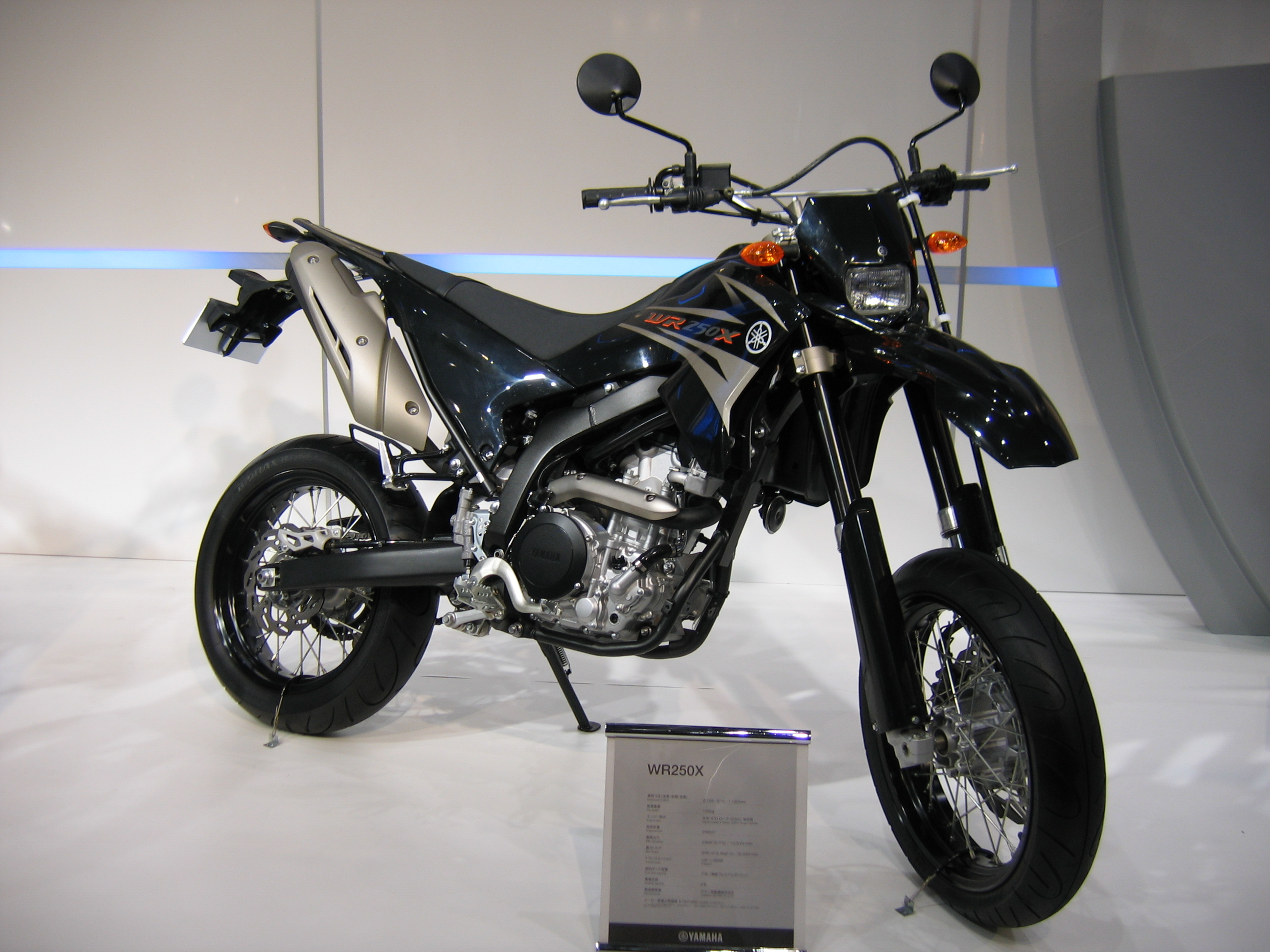
ヤマハ・WR250X

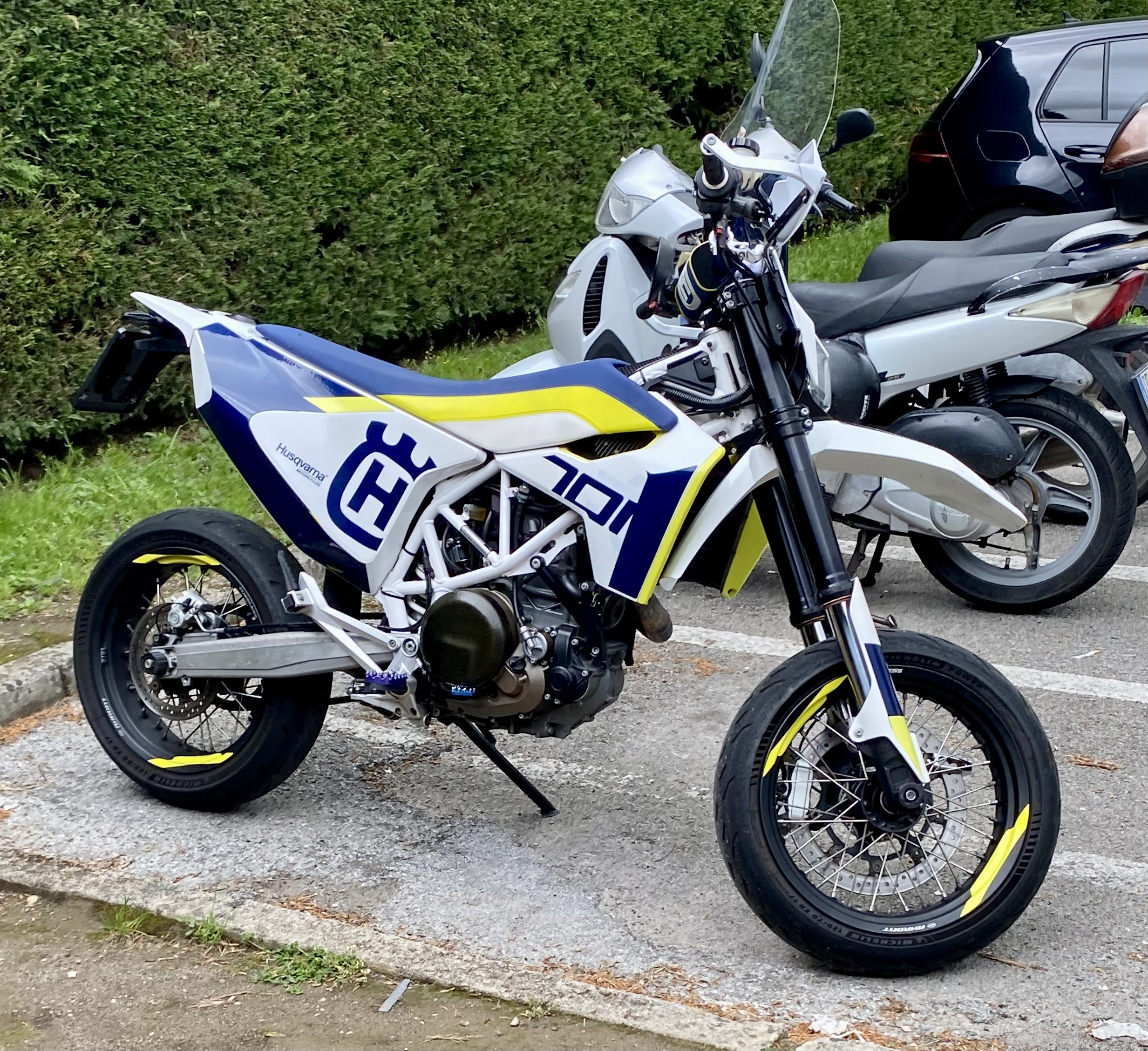
ハスクバーナ・701スーパーモト

アドベンチャー（Adventure）/マルチパーパス（Multi Purpose）
他にも「アドベンチャーツアラー」「アルプスローダー」「クロスオーバー」「クロスツアラー」「クロスランナー」「オールラウンダー」「ヘビーデューティー」「マルチロード」など様々な呼称がある。長距離のツーリング用に快適な機能（積載性や防風性能など）を追加したオフロードバイクや、どちらかというとオンロードでの走行性能に重きを置いた設計としたものを指すことが多い。デュアルパーパスの中では比較的堅めのサスペンションかつ比較的低めのシートを持つ。また空気抵抗を受けにくいフロントカウルや防風スクリーン、パニアケース、大容量の燃料タンク、大型あるいは複灯型の光量の大きなヘッドランプなど様々なツーリング向けの機能を備える。そこそこの走破性や積載性、快適性をもっていることから、四輪乗用車のSUV（クロスオーバーSUV）に喩えられることもある。
排気量500 cc以下の単気筒車が多いデュアルパーパスの中で、アドベンチャーはリッター級の大排気量やマルチシリンダー車が多いのも大きな特徴で、そうしたものは「ビッグオフローダー」などと呼ばれる。競技の中ではラリーレイドの車種が最も近い外観・機能を持つが、現在のFIM（国際モーターサイクリズム連盟）主催のラリーでは安全上の理由で排気量が最大450 cc/単気筒のみに制限されている（バハ1000などFIM以外の主催するイベントは除く）ことや、このジャンルの人気の高さからオンロードメインでオフロード競技に参戦しないメーカーも製造しているため、競技との関連性は従来よりは薄くなっている。車種はBMW GSシリーズをはじめ、ホンダ・トランザルプ、ドゥカティ・ムルティストラーダ、ハーレーダビッドソン・パンアメリカなどが該当する。

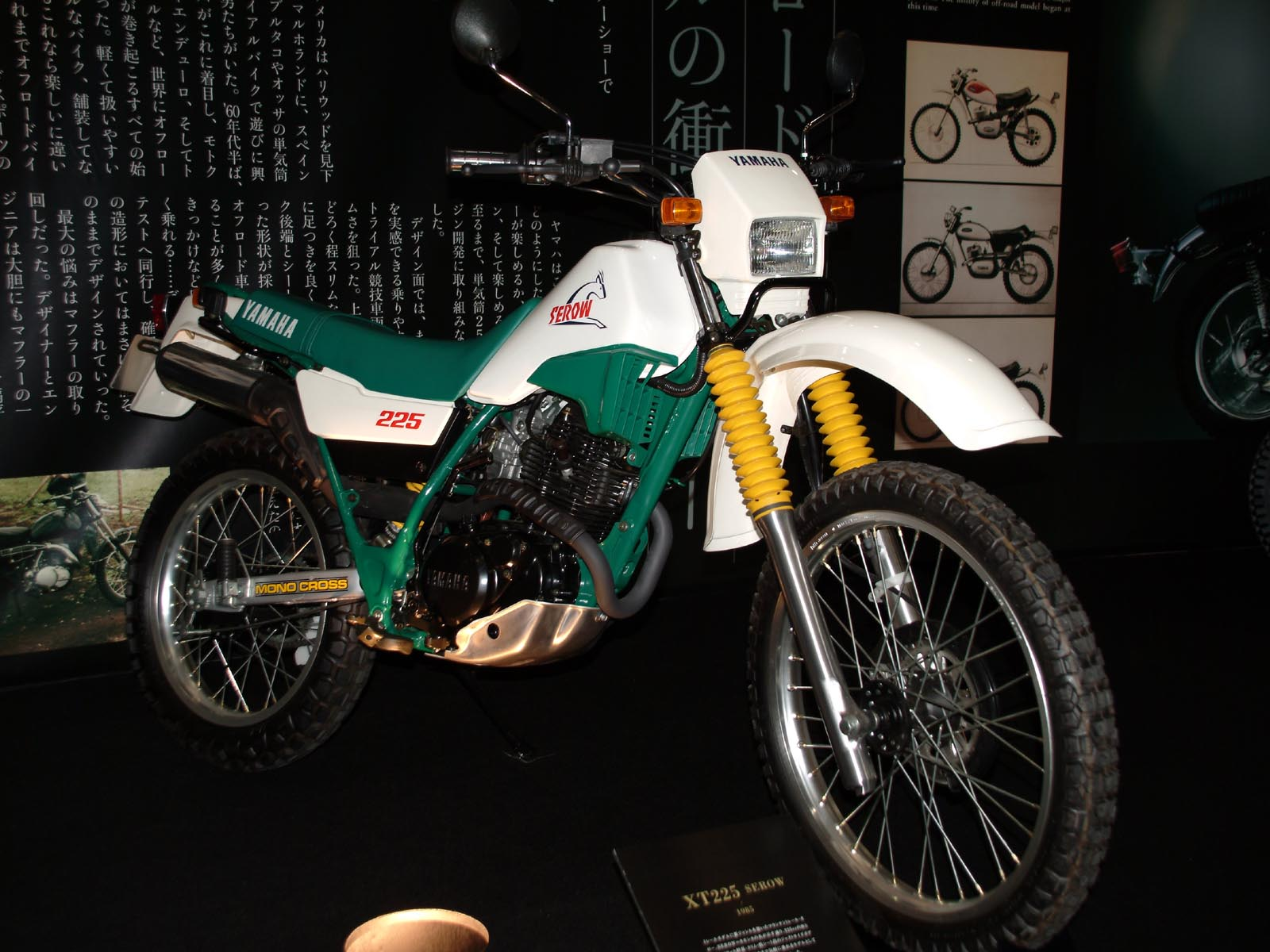
ヤマハ・セロー（XT225）

トレール（Trail）
「トレール」は、獣道の意味に由来する。1968年に国産として初めてのナンバー付きオフロード車となったヤマハ・トレールにより確立されて以来、モトクロッサーやエンデュランサーを公道仕様にしたバイクの総称として用いられていたが、近年はオートバイ分類の細分化や呼称の分かりづらさから、比較的マイルドな性能で緩く楽しむオフロード車両に絞って呼ばれることが多い。「トレッキングバイク」とも呼ばれる。荷物の積載も視野に入れた構造のリヤフェンダーや、降車して押したり引いたりしながら障害物を越える際に把持できるハンドル、大きくて明るいヘッドライトなどを装備している車種もある。アマチュアのエンデューロレースに用いられる場合もある。ヤマハ・セローやホンダ・XLシリーズなどが該当する。
レーサーレプリカ
デュアルパーパスの中でも、モトクロス競技車やエンデューロ競技車のイメージを踏襲して、比較的高いオフロード性能を持たせた車種。灯火類の着脱が容易な構造となっていたり、タンデムステップが省略されて一人乗り専用となっていたりと、本格的な競技仕様に近い素性を持つ。一方で小さな荷掛フックやチェーンカバーなどの公道向け装備はついているものの、シート高が高く足つきが悪かったり、燃料タンク容量が小さかったりと、他に比べると日常使用で不便な部分が多いのが弱点となる。ホンダ・CRMシリーズやヤマハ・WR250R/Xなどが該当する。
スーパーモタードタイプ
舗装路と未舗装路で混成されたサーキットでのレースであるスーパーモタードに用いられるレース車両のイメージを踏襲した車種。車種名として「モタード」と付けられる場合も多い。アドベンチャーと同様に、デュアルパーパスの分類の中ではオンロード走行の比重を高くした特性をもつ車種が多いが、アドベンチャーとは異なり、荷物の積載における利便性や長距離ツーリングでの快適性よりも、市街地での扱いやすさやスーパーモタード競技車の外観イメージを重視した車種が多い。排気量の比較的大きいものは「ビッグモタード」、「ビッグトラベルモタード」とも呼ばれる。ドゥカティ・ハイパーモタードやカワサキ・Dトラッカー、ホンダ・XR230モタード、ヤマハ・XT250Xなどが該当する。
トライアルタイプ
モトクロッサーよりも軽量で骨の細い、トライアル競技車両のイメージを踏襲した車種もある。ヤマハ・TY250スコティッシュやガスガス・TXランドネなどが該当する。
ダートトラッカータイプ
ダートトラック競技車両のイメージを踏襲した車種もある。外観は昔で言うところのスクランブラーとほぼ同じである。他のデュアルパーパスと比較するとサスペンションストロークが短く、最低地上高が低い車種が多い。スズキ・グラストラッカー / グラストラッカービッグボーイやホンダ・FTR250 / FTR(223)、ヤマハ・トリッカー などが該当する。
1990年代の後半に流行したスカチューンと呼ばれるカスタムのベース車両とされる場合もある。ただし外観重視のストリート系モデルとしての需要であり、おもにオンロードでの走行を想定した仕様である。

## 主な車種

### 本田技研工業
- XLシリーズ（230・400V・600V・650・700（トランザルプ）/XLV750R/XL1000V バラデロ）
- XLXシリーズ（250R・350R）
- XLRシリーズ
- XRシリーズ
- XRV650/750
- CLシリーズ
- SLシリーズ
- CT110（ハンターカブ）
- モンキー
- クロスカブ
- MT50
- MTX
- XEシリーズ
- XREシリーズ（190/300）
- NXシリーズ（125/250/350サハラ/NX4ファルコン/650）
- エルシノア（125/250）
- シルクロード
- AX-1
- FTR（223）/FTR250
- 400X/CB500X
- CRM（50/80/250）
- CRF250
- CRF1000Lアフリカツイン
- NC700X/750X
- VFR800X Crossrunner
- VFR1200X Crosstourer

### ヤマハ発動機
- MR50/80
- TDR250
- TDM
- ITシリーズ
- XTシリーズ(セロー225/250/660R)
- TW
- TT250R/Raid
- DTシリーズ(50/125/200/230ランツァ/250/360/400)
- WRシリーズ(125R/250R)
- テネレシリーズ(XT660Z/XTZ750/XT1200Z/XT1200ZE)
- ブロンコ
- アルティシア
- YBR125G/125KG
- SCR950

### スズキ
- TSシリーズ
- SPシリーズ(370/400)
- DR-Z400S
- DRシリーズ(50/100/125/200/250S/R/350/370/400/500/600/650/SE/DR-BIG750/800S)
- RMX(50/250S)
- SXシリーズ(125/200)
- ジェベルシリーズ
- グラストラッカー / グラストラッカービッグボーイ
- Vストローム(250/650/650ABS/650XT ABS/1000/1000ABS)

### 川崎重工業
- KLXシリーズ
- KLRシリーズ(250/600/650)

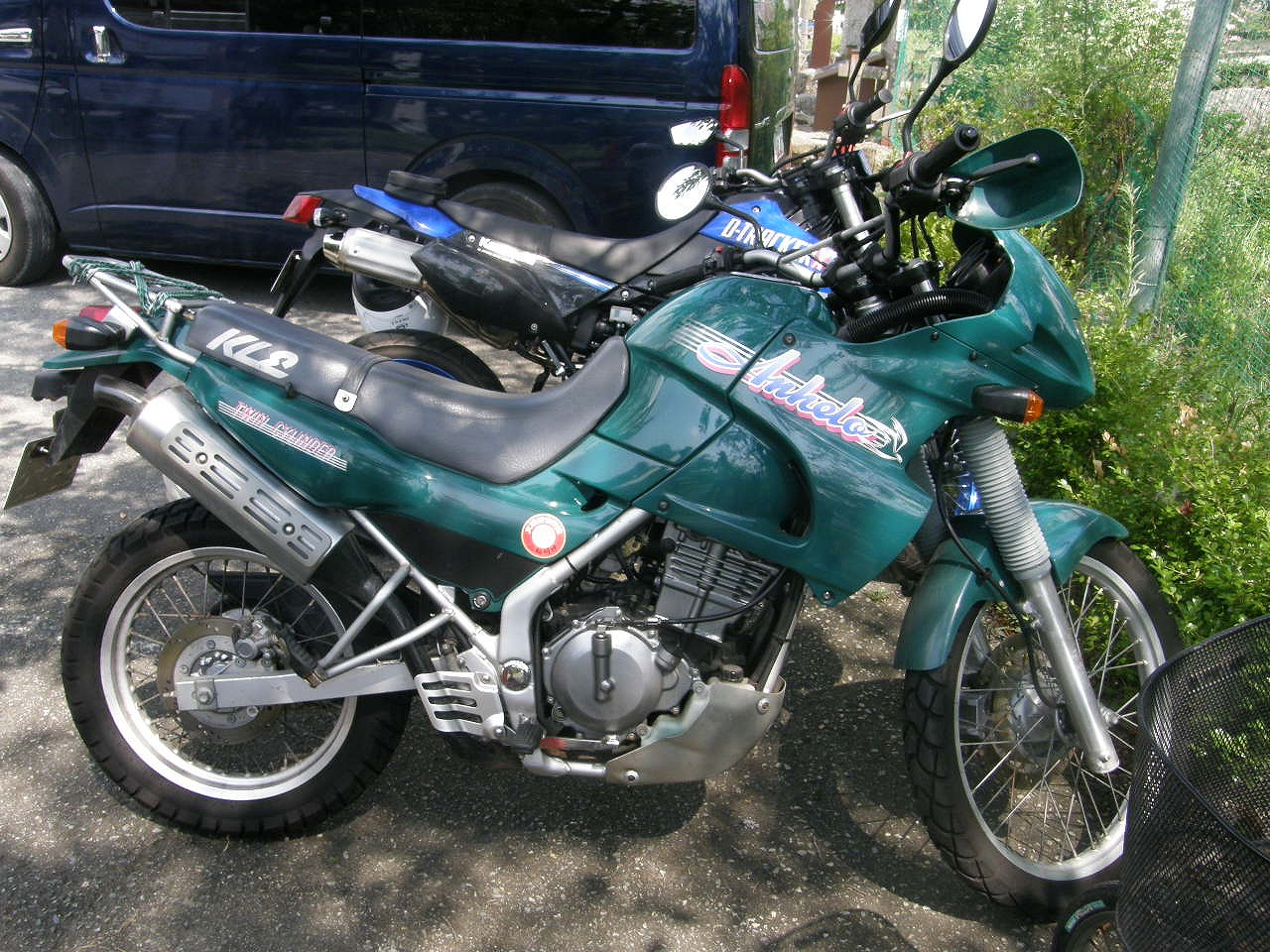
KLE250アネーロ

- KLEシリーズ(250アネーロ/400/500/650/1000)
- KMXシリーズ(125/200)
- スーパーシェルパ
- ヴェルシス-X250

### その他
- ビューエル・ユリシーズ(XB12X/XB12XT)
- CCW・フーリガン、FX110
- ゼロ・X、DS、DSR、FX
- BMW・R1100GS、R1150GS、R1200GS、HP2エンデューロ、F650GS、F700GS、F800GS、G650Xカントリー/チャレンジ、G450X
- CCM・GP450アドベンチャー
- KTM・EXC-R/F(250/400/450/520/530)、アドベンチャー(250/390/620LC4/640LC4/790/890/950/990/1050/1090/1190/1290スーパーアドベンチャー)、エンデューロ(600/690/950スーパーエンデューロ)
- ZP・スポーツ449
- ドゥカティ・ムルティストラーダ
- トライアンフ・タイガー
- MVアグスタ・ツーリスモヴェローチェ800、ストラダーレ800
- アプリリア・RXV/SXV、トゥアレグ、カポノルド
- ハスクバーナ・TE(250/310/450/510/630)、TR650テラ、701エンデューロ
- シェルコ・SEF(250)、SEF-R(250/450)、SE-R(250)、T-RIDE(250)
- ベータ・RR(125/250/350/400/450/498)
- ファンティック・TZ(125/170/200/250)、TF250ES
- マラグーティ・X3M(125)
- フサベル・FE(250/350/450/510)
- モト・グッツィ・クオタ、ステルビオ
- デルビ・センダ(50/125)、テラ、ムラセン
- ビモータ・DBx
- ガスガス・ハレー、EC(250/450)
- テラ・モデナ・198
- ベネリ・TRE1130K、BX505エンデューロ
- プジョー・XP7
- カジバ・SXT(125/175/200/250/350)、T4(350/500)、アラブリュ(125/250/350)、ARアレッタロッサ(125/200/350)、エレファント(125/350/650/750/900)、グランキャニオン
- SWM・スーパーデュアル650、RS(125/300R/500R/650R)
- リエフ・タンゴ(50/125)、マラソン、MRT
- ジェネリック・トリガー(50/125)、TW125、TR125
- クォンティア・EVO1
- ビアル・ボルテックス、クロスX(70/100/150/200/250)
- クインキー・ライガー(200/250)、トラッカー
- ハートフォード・VR(125/150/200)
- ヒョースン・RX125D/SM、トロイ
- ハーレーダビッドソン・パンアメリカ（英語版）